# مسجد حجتیه
مسجد حجتیه مربوط به دوره قاجار است و در خوی، داخل شهر واقع شده و این اثر در تاریخ ۱۶ آذر ۱۳۷۶ با شمارهٔ ثبت ۱۹۵۰ به‌عنوان یکی از آثار ملی ایران به ثبت رسیده است.